# Japanse Experimentmodule

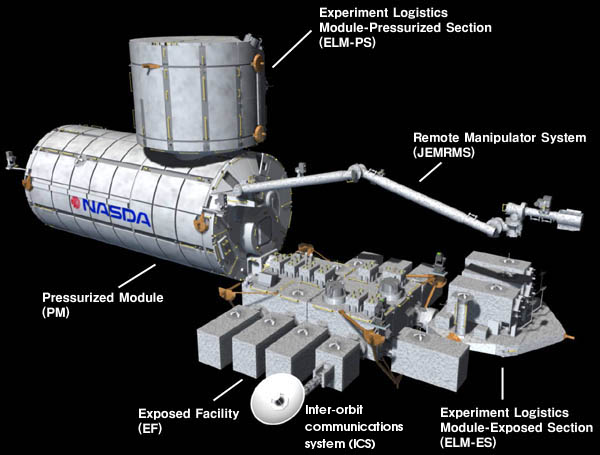
JEM-module

De Japanse Experimentmodule (Engels: Japanese Experiment Module, JEM), bijgenaamd Kibō (Japans: きぼう, "hoop") is een Japanse module voor het Internationaal ruimtestation ISS. Tijdens drie missies (STS-123, STS-124 en STS-127) werden onderdelen gebracht en geplaatst door de bemanning.